# アリートゥス

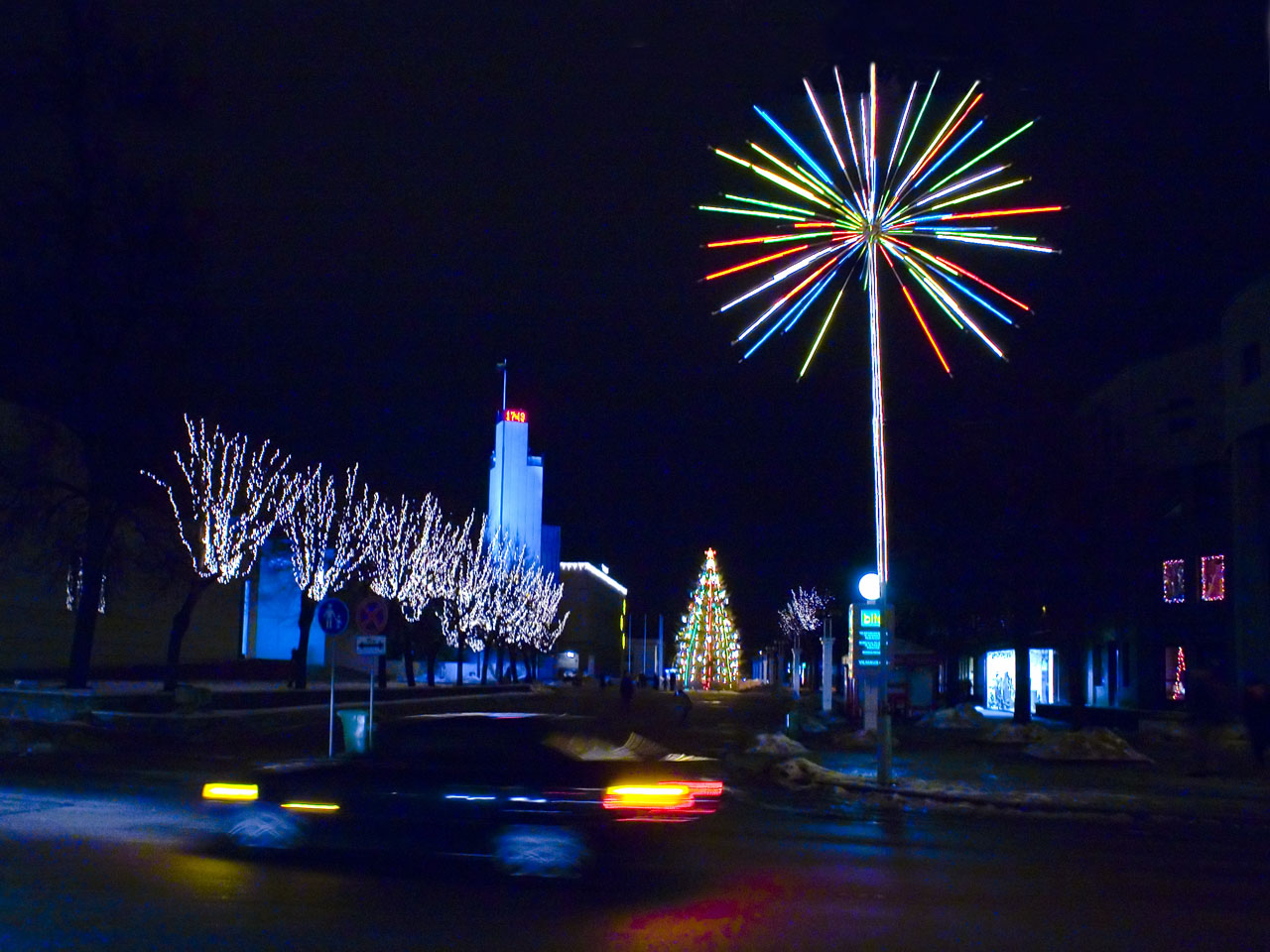
冬のアリートゥスの様子

アリートゥス（リトアニア語: Alytus, ドイツ語: Alitten, イディッシュ語: Alite אַליטע, ロシア語: Олита Olita, ポーランド語: Olita）は、リトアニアの都市。アリートゥス郡の中心都市でもある。
人口は74,563人（2009年）。